# Thorvald Struve

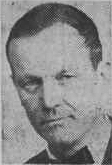
Thorvald Struve

Karl Thorvald Struve, född 20 juni 1918 i Gälleråsen i Karlskoga församling, Värmlands län, död 1999 i Spanien, var en svensk arkitekt. 
Struve, som var adoptivson till direktör Giuseppe Struve och Eleonora Gillberg, utexaminerades som elektroingenjör från Chalmers tekniska instituts lägre avdelning 1936 och som arkitekt från Chalmers tekniska högskola 1941. Han var anställd hos Lantbruksförbundets Byggnadsförening i Vänersborg 1942–1944 och på länsarkitektkontoret i Vänersborg 1944–1945. Han var stadsarkitekt i Trollhättans stad från 1945 samt i Grästorps köping/landskommun från 1946 och i Lilla Edets köping från 1948.